# Atenololo
L'atenololo è un farmaco betabloccante con marcata selettività verso i recettori β1 cardiaci. Introdotto nel 1976, fu sviluppato per rimpiazzare il propranololo nel trattamento dell'ipertensione.

## Farmacodinamica
L'atenololo è un β-bloccante beta-1 selettivo, ovvero caratterizzato da un'azione preferenziale, a bassi dosaggi, sui beta-1 recettori adrenergici cardiaci. Con l'aumentare delle dosi utilizzate la selettività viene inevitabilmente a diminuire. Il farmaco è privo di attività simpaticomimetica intrinseca così come di azione stabilizzante di membrana. Come avviene per altre molecole appartenenti alla classe dei β-bloccanti, si caratterizza per gli effetti inotropi negativi, in modo tale da essere controindicato nella insufficienza cardiaca non controllata.
Non è chiaro quale sia l'esatto meccanismo d'azione nei soggetti affetti da ipertensione arteriosa essenziale, ma certamente l'efficacia della molecola nel tenere sotto controllo la sintomatologia in soggetti affetti da angina pectoris è correlata alla diminuzione della frequenza cardiaca e della contrattilità miocardica indotta dal farmaco.

## Farmacocinetica
Dopo somministrazione per via orale atenololo viene assorbito in modo incompleto (circa 40-50%) dal tratto gastroenterico. Le concentrazioni plasmatiche di picco (Cmax) si registrano dopo circa 2-4 ore dall'assunzione. L'emivita plasmatica si aggira intorno alle 6 ore. Nei pazienti nefropatici affetti da grave insufficienza renale, la clearance del farmaco diminuisce determinando un aumento dell'emivita stessa. L'atenololo penetra scarsamente nei tessuti biologici come conseguenza della sua bassa solubilità lipidica. La quota di farmaco che si lega alle proteine plasmatiche è molto bassa (dal 6 al 16% circa). Nell'organismo il farmaco viene minimamente metabolizzato dal fegato.
Approssimativamente il 50% di una dose viene escreta immodificata con le feci. Un ulteriore 50% viene invece escreto attraverso l'emuntorio renale entro 24 ore.
Data la rilevante eliminazione per via renale nei pazienti nefropatici è opportuno individualizzare la terapia farmacologica riducendo il dosaggio o la frequenza delle somministrazioni, sulla base della risposta pressoria e della frequenza cardiaca.

## Usi clinici
L'atenololo viene utilizzato per il trattamento dell'ipertensione e di alcune aritmie cardiache, ad esempio in caso di tachicardia.

Il farmaco può essere somministrato a soggetti affetti da ipertiroidismo e/o tireotossicosi in quanto efficace nel mascherare i segni e sintomi di queste condizioni, come ad esempio la tachicardia. I betabloccanti infatti riducono gli effetti degli ormoni tiroidei sui tessuti periferici migliorando i sintomi propri della tireotossicosi quali tremori, palpitazioni e nervosismo.

### Off-label
La molecola trova anche indicazione nella profilassi dell'emicrania, nel trattamento di soggetti con astinenza alcolica (in genere in associazione a benzodiazepine), e nelle aritmie sopraventricolari e ventricolari.

## Effetti collaterali
In corso di trattamento si sono registrati disturbi gastrointestinali (dispepsia, secchezza delle fauci, nausea, diarrea, costipazione), epatobiliari (incremento di AST ed ALT, meno frequentemente epatite colestatica) e a carico dell'apparato cardiovascolare (in particolare bradicardia, ipotensione ortostatica talvolta associata a sincope, sensazione di freddo intenso a mani e piedi). 
Nei soggetti affetti da insufficienza cardiaca il farmaco può peggiorare la funzionalità del miocardio mentre in quelli affetti da angina di Prinzmetal può aumentare il numero e la durata delle crisi anginose tramite vasocostrizione arteriosa coronarica mediata dagli alfa recettori.
Nei pazienti con storia di disturbi della circolazione periferica (ad esempio una arteriopatia obliterante periferica) atenololo può comportare un peggioramento dei sintomi. La riduzione dell'output cardiaco indotto dal farmaco tende infatti ad aumentare la stimolazione dei recettori alfa adrenergici esasperando la sintomatologia. Può così comparire o peggiorare una preesistente sindrome di Raynaud o verificarsi una claudicatio intermittens.
In soggetti particolarmente sensibili il β-bloccante può aggravare un blocco atrioventricolare di 1º grado, a causa dell'effetto negativo sul tempo di conduzione (ovvero dell'effetto bradicardizzante). Il farmaco è invece controindicato nei pazienti con blocco atrioventricolare più severo (grado 2 e 3).

I disturbi a carico del sistema nervoso comprendono affaticamento, insonnia, vertigini, letargia, confusione mentale, depressione del tono dell'umore, cefalea, allucinazioni e incubi notturni.
Altri effetti avversi comprendono l'impotenza, malattia di La Peyronie, positività per gli anticorpi antinucleo (ANA).
Raramente il composto può comportare in alcuni individui l'insorgenza di tossicità ematica che si manifesta con la comparsa di trombocitopenia, porpora, granulocitopenia.

## Controindicazioni
Il farmaco è controindicato nei soggetti con ipersensibilità individuale nota al principio attivo, altri β-bloccanti o molecole chimicamente correlate, oppure ad uno qualsiasi degli eccipienti contenuti nella formulazione farmaceutica. È inoltre controindicato in caso di bradicardia sinusale, blocco atrioventricolare di 2º o 3º grado, scompenso cardiaco manifesto, shock cardiogeno.
L'asma bronchiale e la predisposizione al broncospasmo rappresentano una controindicazione relativa. Se si ritiene di somministrare la molecola è necessaria estrema cautela poiché l'atenololo può indurre un aumento delle resistenze delle vie respiratorie (broncostrizione mediata dai recettori beta2 adrenergici) e precipitare una crisi asmatica acuta. Nel caso si sospende il β-bloccante e si somministra un broncodilatatore (salbutamolo).
Anche il diabete mellito è una controindicazione relativa: nei soggetti diabetici l'atenololo può prolungare o aumentare l'ipoglicemia e mascherare i segni e sintomi premonitori della crisi ipoglicemica, ovvero l'incremento della frequenza cardiaca (tachicardia) e le alterazioni della pressione arteriosa.

## Interazioni
- Chinidina, reserpina, diuretici tiazidici, alfa-metildopa, minoxidil, farmaci antiaritmici: la somministrazione contemporanea di atenololo con tali farmaci richiede un attento e periodico controllo dei parametri cardiovascolari, poiché gli effetti del β-bloccante possono essere aumentati.
- Prazosin: la co-somministrazione con atenololo facilita l'insorgenza di ipotensione ortostatica.
- Verapamil, diltiazem: la terapia di associazione con atenololo può facilitare l'insorgenza di bradicardia sintomatica.
- Farmaci antinfiammatori non steroidei: la contemporanea assunzione di alcune molecole appartenenti a questa classe può ridurre gli effetti ipotensivi di atenololo.
- Sali di alluminio, sali di calcio, ampicillina: la terapia di associazione con atenololo può incrementare i livelli plasmatici e gli effetti farmacologici del β-bloccante.
- Farmaci anestetici: la co-somministrazione di anestetici generali con azione inotropa negativa in soggetti in trattamento con atenololo può indurre ipotensione protratta e ostacolare una ripresa normale del ritmo cardiaco.
- Epinefrina (adrenalina): in letteratura medica è segnalata una potenziale grave interazione tra  β-bloccante ed epinefrina, caratterizzata da marcata ipertensione arteriosa e bradicardia.[9]

## Gravidanza e allattamento
Le sperimentazioni di farmaco-tossicologia animale non hanno evidenziato effetti teratogeni attribuibili all'atenololo. Ciò nonostante la somministrazione di atenololo in donne in stato di gravidanza richiede un'attenta valutazione del rapporto rischio/beneficio. Il farmaco attraversa infatti la barriera placentare e si sono riscontrati livelli ematici nel cordone ombelicale. Sembra inoltre che l'assunzione del farmaco da parte della madre sia associata a ridotto peso alla nascita e a possibile bradicardia.
La Food and Drug Administration (FDA) ha inserito l'atenololo nella classe D per l'uso in gravidanza. In questa classe sono inseriti i farmaci in cui studi, adeguati e ben controllati o di tipo osservazionale, su donne in gravidanza hanno dimostrato un rischio per il feto.
L'atenololo si accumula nel latte materno in concentrazioni pari a 3 volte le concentrazioni ematiche medie e la sua assunzione durante l'allattamento può indurre bradicardia nel neonato. Sebbene la concentrazione ematica del farmaco in un bambino allattato al seno la cui madre è in terapia con atenololo sia inferiore a 10 ng/ml, il rischio di effetti collaterali non deve essere trascurato. 
Nonostante non vi siano segnalazioni di gravi effetti negativi sul neonato, è quindi consigliabile che le donne che allattano al seno si astengano dall'impiego di atenololo durante questo periodo.

## Avvertenze
Interruzione della terapia: la sospensione del trattamento con atenololo deve avvenire in maniera graduale per ridurre il rischio di sintomi rebound quali esacerbazione dell'angina pectoris, infarto miocardico, morte improvvisa, tachicardia maligna; sono stati osservati anche tremore e sudorazione. In vivo la somministrazione cronica di atenololo (e di propranololo) è stata associata ad un aumento della densità dei recettori beta 1 adrenergici (up regulation recettoriale) responsabili degli effetti rebound quando la terapia farmacologica è interrotta bruscamente. 
Gli effetti cardiaci rebound come la tachicardia, si manifestano entro 1-2 giorni dalla sospensione del farmaco, sono massimi dopo 4-8 giorni e si risolvono in circa due settimane.
Psoriasi: L'atenololo ed altri β-bloccanti sono stati associati con la comparsa o l'esacerbazione di questa patologia, ma non sono stati chiariti i meccanismi.